# AFI百年电影史电影配乐
AFI百年电影史电影配乐（英語：AFI's 100 Years of Film Scores）是2005年美国电影学会从100份候选名单中选出25部最优秀电影配乐作为美国电影学院的“百年百大”系列的一个重要部分。
约翰·威廉姆斯的作品在25部电影里就独占了3部，还包括第一名的《星际大战四部曲：曙光乍现》。 

## AFI百年电影史电影配乐（按评分排序）
1. (1977) — 约翰·威廉姆斯
2. 乱世佳人 (1939) — 马克斯·史坦纳
3. 阿拉伯的劳伦斯 (1962) — 莫里斯·贾尔
4. 惊魂记 (1960) — 伯纳德·赫尔曼
5. 教父 (1972) — 尼诺·罗塔
6. 大白鲨 (1975) — 约翰·威廉姆斯
7. 罗娜秘记 (1944) — 大卫·拉克辛
8. 豪勇七蛟龙 (1960) — 艾瑪·伯恩斯坦
9. 唐人街 (1974) — 杰里·戈德史密斯
10. (1952) — 迪米特里·迪奥姆金
11. 侠盗罗宾汉 (1938) — 埃里希·科恩戈尔德
12. 迷魂记 (1958) — 伯纳德·赫尔曼
13. 金刚 (1933) — 马克斯·史坦纳
14. E.T. 外星人 (1982) — 约翰·威廉姆斯
15. 走出非洲 (1985) — 约翰·巴瑞
16. 日落大道 (1950) — 弗朗茨·沃克斯曼
17. 杀死一只知更鸟 (1962) — 艾瑪·伯恩斯坦
18. 人猿星球 (1968) — 杰里·戈德史密斯
19. 欲望号街车 (1951) — 亚历克士·诺斯
20. 粉红豹 (1964) — 亨利·曼西尼
21. (1959) — 米克罗斯·罗兹萨
22. 码头风云 (1954) — 伦纳德·伯恩斯坦
23. 战火浮生 (1986) — 恩尼奥·莫里科内
24. 金色池塘 (1981) — 戴夫·格鲁辛
25. 西部开拓史 (1962) — 艾佛瑞·纽曼

## AFI百年电影史电影配乐（按照时间排序）
1. 金刚 (1933) — 马克斯·史坦纳
2. 侠盗罗宾汉 (1938) — 康果爾德
3. 乱世佳人 (1939) — 马克斯·史坦纳
4. 罗娜秘记 (1944) — 大卫·拉克辛
5. 日落大道 (1950) — 弗朗茨·沃克斯曼
6. 欲望号街车 (1951) — 亚历克士·诺斯
7. (1952) — 迪米特里·迪奥姆金
8. 码头风云 (1954) — 雷納德·伯恩斯坦
9. 迷魂记 (1958) — 伯纳德·赫尔曼
10. (1959) — 罗饶·米克罗斯
11. 惊魂记 (1960) — 伯纳德·赫尔曼
12. 豪勇七蛟龙 (1960) — 艾玛伯恩斯坦
13. 阿拉伯的劳伦斯 (1962) — 莫里斯·贾尔
14. 杀死一只知更鸟 (1962) — 艾玛伯恩斯坦
15. 西部开拓史 (1962) — 艾佛瑞·纽曼
16. 粉红豹 (1964) — 亨利·曼西尼
17. 人猿星球 (1968) — 杰里·戈德史密斯
18. 教父 (1972) — 尼诺·罗塔
19. 唐人街 (1974) — 杰里·戈德史密斯
20. 大白鲨 (1975) — 約翰·威廉斯
21. (1977) — 約翰·威廉斯
22. 金色池塘 (1981) — 戴夫·格鲁辛
23. E.T. 外星人 (1982) — 約翰·威廉斯
24. 走出非洲 (1985) — 約翰·巴瑞
25. 战火浮生 (1986) — 恩尼奥·莫里科内